# Michael Dooney
Michael Dooney är en amerikansk serieskapare. Han är bland annat känd för sitt arbete med Turtles, där han arbetade med Archieserierna. Förutom Turtles har han också arbetat med Gizmo.